# Liste der Einträge im National Register of Historic Places im San Patricio County
Die Liste der Registered Historic Places im San Patricio County führt alle Bauwerke und historischen Stätten im texanischen San Patricio County auf, die in das National Register of Historic Places aufgenommen wurden.

## Aktuelle Einträge
| Lfd. Nr. | Name                    | Bild | Datum der Eintragung | Adresse/Lage                       | Ort          | ID       | Beschreibung |
| -------- | ----------------------- | ---- | -------------------- | ---------------------------------- | ------------ | -------- | ------------ |
| 1        | James McGloin Homestead |      | 14. Juli 1971        | 1 mi. NW of San Patricio on FM 666 | San Patricio | 71000961 |              |